# Nyamarebe (vattendrag i Burundi, Rutana)
Nyamarebe är ett vattendrag i Burundi.   Det ligger i provinsen Rutana, i den centrala delen av landet, 80 km sydost om huvudstaden Bujumbura.
Omgivningarna runt Nyamarebe är en mosaik av jordbruksmark och naturlig växtlighet. Runt Nyamarebe är det ganska tätbefolkat, med 199 invånare per kvadratkilometer.